# Gus Clark
Gus Clark (eigentlich Gustave deClercq, * 21. Oktober 1913 in Antwerpen; † 10. April 1979 ebendort) war ein belgischer Jazzpianist, Arrangeur und Bandleader, der sich auch als Tanz- und Unterhaltungsmusiker an der Hammondorgel betätigte.
Clark hatte Klavierunterricht am Konservatorium seiner Heimatstadt; 1929 begann er, als professioneller Musiker auf Tanzveranstaltungen zu arbeiten. Nachdem er in verschiedenen lokalen Gruppen gearbeitet hatte, wurde er Mitglied des Orchesters von Jean Robert, das im Bœuf dur le toit in Brüssel auftrat. Anschließend gründete er eine eigene Formation; 1941 leitete er eine Dixieland-Band im Brüsseler Club Heure Blue. Clarks erste Plattenaufnahmen mit seiner Band, der 1942 u. a. auch Hans Berry angehörte, entstanden 1942/43 für das belgische Label Hot („Dansons Ensemble“). 1944 gründete er seine All Stars Band, in der u. a. Bobby Naret und Robert De Kers wirkten.
In der Nachkriegszeit arbeitete Clark als Pianist u. a. bei Gus Deloof, Toots Thielemans und Bill Alexandre. Ab 1967 etablierte er sich in Belgien als Organist und spielte mehrere Schallplatten für die Label Olympia und Arcade ein, wie Hammond Sax a Gogo (1968) oder Hammond for Dancing (1976). In den 1970er-Jahren ließ der Erfolg nach und er betätigte sich als Pianist in einem Teesalon.  Im Bereich des Jazz war er zwischen 1942 und 1976 an 20 Aufnahmesessions beteiligt, u. a. mit Jean Omer.